# Клименко, Александр Викторович (учёный)
Алекса́ндр Ви́кторович Климе́нко (род. 19 октября 1947, Москва) — советский и российский учёный-теплофизик, академик РАН (2016, членкор с 1997). Лауреат Государственной премии Российской Федерации (1993), заслуженный деятель науки Российской Федерации (2000), почётный энергетик РФ (2004).

## Биография
В 1971 году окончил факультет промышленной теплоэнергетики Московского энергетического института (МЭИ) по специальности «Машины и аппараты по кондиционированию воздуха».
После окончания МЭИ учился там в аспирантуре и с 1974 года работал там, пройдя путь от ассистента, старшего преподавателя, доцента (1975—1982) до заместителя проректора по научной работе (1982—1990) и проректора по научной работе (с 1990 по 2004 годы).
В 1975 году защитил кандидатскую диссертацию «Экспериментальное и теоретическое исследование влияния некоторых факторов на теплообмен при кипении криогенных жидкостей», а в 1990 году — докторскую диссертацию. В 1980 году прошёл стажировку в Оксфордском университете (Великобритания).
В 1991 году присвоено учёное звание профессора. Научный руководитель научно-технического инновационного центра энергосберегающей техники и технологий МЭИ (1995—2020). 30 мая 1997 года избран членом-корреспондентом РАН по Отделению физико-технических проблем энергетики (теплофизика).
В 2000—2011 годах — директор вновь созданного Института проблем энергетической эффективности МЭИ. С апреля 2004 по июль 2010 года — заместитель руководителя Федерального агентства по науке и инновациям.
С октября 2010 по 2013 год — Генеральный директор ОАО «Всероссийский дважды ордена Трудового Красного Знамени теплотехнический научно-исследовательский институт».
С сентября 2013 года по март 2020 года — главный научный сотрудник Национального исследовательского университета «Московский энергетический институт». С 2014 по 2023 год — председатель экспертных советов, с 2023 года председатель НТС Российского научного фонда. 28 октября 2016 года избран академиком РАН по Отделению энергетики, машиностроения, механики и процессов управления (теплофизика)
С июля 2020 года — ведущий эксперт Центра компетенций НИТУ «МИСиС», советник генерального директора Акционерного общества Особая экономическая зона "Технополис «Москва».
Брат — академик РАН В. В. Клименко (род. 1949).

## Научная деятельность
Области научной деятельности:
- механизм и закономерности теплоотдачи при кипении в различных условиях (в большом объёме, при вынужденном и естественном движении в трубах);
- гидродинамика и теплообмен в потоках монодисперсных капель;
- развитие мировой энергетики и её влияние на глобальное изменение климата;
- разработка и реализация программ энергосбережения в бюджетной сфере (высшая школа, ЖКХ), использование информационно-аналитических систем для учёта, контроля и прогнозирования энергопотребления.

Автор более 250 научных работ, в том числе 11 монографий. Имеет 13 изобретений.
Под его руководством защищено 3 докторских и 8 кандидатских диссертаций.

## Общественная деятельность[2]
- Член Совета по грантам Президента Российской Федерации для государственной поддержки научных исследований, проводимых под руководством ведущих ученых в российских образовательных организациях высшего образования, научных учреждениях и государственных научных центрах Российской Федерации.
- Член Межведомственного совета по присуждению премий Правительства РФ в области науки и техники (ранее — заместитель председателя секции «Энергетика и энергосбережение»).
- Председатель секции «Тепло- и массообмен» научного совета РАН по комплексной проблеме «Теплофизика и теплоэнергетика».
- Председатель секции Научно-технологического совета Комиссии по научно-технологическому развитию Российской Федерации
- Заместитель председателя национального комитета РАН по тепломассообмену.
- Член Научного совета международного комитета по тепло- и массообмену.
- Член экспертного совета Национальной технологической инициативы.
- Член бюро Отделения энергетики, машиностроения, механики и процессов управления РАН..
- Член редакционного совета журнала «Глобальная энергия», редколлегий журналов «Теплоэнергетика», «Известия РАН. Энергетика», «Теплофизика и аэромеханика», «Heat Transfer Research».

## Избранные труды[2]
Монографии:
1. Монодиспергирование вещества: принципы и применение. — Москва, Энергоатомиздат, 1991
2. Энергия, природа и климат. — Москва, издательство МЭИ, 1997, 215 с.
3. Справочная серия «Теплоэнергетика и теплотехника» в 4-х книгах — Москва, издательство МЭИ, 2000—2004, гл. редактор и автор, 2372 с.
4. Университеты в современном мире: модели образования, организации научных исследований, технологических инноваций. — Москва, издательство МЭИ, 2005, 44

Учебники и учебные пособия:
1. Учебное пособие по курсу «Основы криофизики» : Физ. основы получения криотемператур / В. А. Григорьев, Ю. М. Павлов, А. В. Клименко ; Ред. В. М. Бродянский. — Москва : МЭИ, 1979 (вып. дан. 1980). — 75 с. : ил.
2. Энергия — проблемы роста потребления. В учебном пособии «Экология, охрана природы, экологическая безопасность.» — Москва, издательство МНЭПУ, 2000, 648 с.
3. Энергосбережение в теплоэнергетике и теплотехнологиях. — Москва, издательский дом МЭИ, 2010, 424 с.
4. Энергосбережение в теплоэнергетике и теплотехнологиях. — Москва, издательский дом МЭИ, 4-е изд., 2021, 504 с.

Методические работы:
- Университеты в современном мире: модели образования, организации научных исследований, технологических инноваций / А. В. Клименко, Н. Д. Рогалёв; Междунар. акад. наук высш. шк. — М. : Изд-во МЭИ, 2005. — 41, [1] с. : табл.; 21 см; ISBN 5-7046-1251-2

## Награды
- Государственная премия Российской Федерации в области науки и техники (в составе группы, за 1993 год) — за комплекс научно-технических работ по энергофизическим основам получения и применения монодисперсных систем[5]
- Премия Правительства Российской Федерации в области науки и техники (в составе группы, за 2002 год) — за разработку и реализацию программы энергосбережения в системе Министерства образования Российской Федерации[6]
- Премия Правительства Российской Федерации в области образования (в составе группы, за 2007 год) — за создание комплекта учебников, учебных пособий и справочной литературы по циклу специальных дисциплин государственных образовательных стандартов высшего профессионального образования по направлению «Теплоэнергетика»[7]
- Заслуженный деятель науки Российской Федерации (2000)[8]
- Почётный энергетик Российской Федерации (2004)[2]
- Почётный работник науки и техники Российской Федерации (2010)[2]
- Медаль «За трудовую доблесть» (1986)[2]
- Медаль «В память 850-летия Москвы» (1997)[2]
- Медаль Союзного государства «За сотрудничество» (2009)[2]
- Почётная грамота Правительства Российской Федерации (2007)[9]
- Медаль ордена «За заслуги перед Отечеством» II степени (2017)[10]
- Орден Почёта (2023)[11]